# Годенко Михайло Семенович
Михайло Семенович Годе́нко (нар. 1 травня 1919, Катеринослав — пом. 14 березня 1991, Ленінград) — російський радянський артист балету і балетмейстер.

## Біографія
Народився 1 травня 1919 року в місті Катеринославі (тепер Дніпро, Україна). Українець. 1920 року його сім'я переїхала до Москви. Протягом 1935—1939 років навчався у Московському хореографічному училищі, отримав спеціальність «артист балету». Здобувши освіту до 1940 року працював солістом балету в театрі музкомедії в місті Куйбишеві.
1940 року призваний до лав Червоної армії. Німецько-радянську війну пройшов у складі ансамблю Другого Українського фронту. 1946 року був демобілізований і повернувся до Москви, де до 1947 року працював солістом балету Академічного ансамблю пісні і танцю Внутрішніх військ МВС, потім до 1948 року в трупі Норильського музичного театру. Після розформування останньої переїхав в Читу для роботи балетмейстером ансамблю пісні і танцю Забайкальського військового округу. 1951 року перевівся в Іркутськ, в ансамбль пісні і танцю Східно-Сибірського військового округу. В 1953 році, після розформування округу, працював балетмейстером в ансамблі пісні і танцю ППО в Баку. 1954 року переїхав до Архангельська, де працював балетмейстером ансамблю пісні і танцю Біломорсько військового округу. Протягом 1955—1963 років займав посаду головного балетмейстера в Північному хорі.
Протягом 1963—1991 років — художній керівник і головний балетмейстер Красноярського державного ансамблю танцю Сибіру. 1980 року був головним балетмейстером церемоній відкриття і закриття літніх Олімпійських ігор в Москві. Помер в Ленінграді 14 березня 1991 року. Похований у Красноярську на Бадалицькому кладовищі.

## Відзнаки
почесні звання СРСР
- Заслужений діяч мистецтв РРФСР (23 лютого 1960; за наполегливу працю та неоціненний внесок у популяризацію народного танцю, а також за плідну роботу в Північному хорі[3]);
- Заслужений артист Тувинської АРСР (25 січня 1965)[5];
- Народний артист РРФСР (1970);
- Народний артист СРСР (21 квітня 1977);
- Заслужений діяч мистецтв Грузинської РСР (1983);
- Герой Соціалістичної Праці (26 вересня 1984; медаль «Серп і Молот» № 20362);

ордени СРСР
- Орден Трудового Червоного Прапора (14 листопада 1980);
- Орден Леніна (26 вересня 1984; № 400804);
- Орден Вітчизняної війни ІІ ступеня (20 жовтня 1987)[6];

медалі СРСР
- Медаль «За бойові заслуги»;
- Медаль «За перемогу над Німеччиною»;
- Медаль «За взяття Будапешта»;
- Медаль «За взяття Відня».

інше
- Срібна медаль ВДНГ СРСР (25 червня 1963)[5];
- Державна премія СРСР за 1985 рік;
- Почесний громадянин Красноярська (1999, посмертно).

## Вшанування пам'яті
- У 1993 році Красноярському державному академічному ансамблю танцю Сибіру було присвоєно ім'я Михайла Годенка;
- У 1999 році на фасаді будинку на проспекті Миру в Красноярську, де жив хореограф, встановлено меморіальну дошку.
- Ім'я Годенко також носять теплохід з 2009 року і одна з вулиць в Октябрському районі Красноярська з 2008 року;
- У 2014 році мешканці Красноярського краю проголосували за встановлення пам'ятника Михайлу Годенку[4].